# Трехалёво
Трехалёво — деревня в Невельском районе Псковской области России. Входит в состав Усть-Долысской волости.

## География
Деревня находится в южной части региона, в зоне хвойно-широколиственных лесов,в 22 км к северу от города Невель.

### Климат
Климат характеризуется как умеренно континентальный, с продолжительной снежной зимой и относительно коротким тёплым летом. Среднегодовая температура воздуха — 4,4 °С. Средняя многолетняя температура самого холодного месяца (января) составляет −8 °С, средняя температура самого тёплого (июля) — +17,4°С. Среднегодовое количество осадков — 554 мм. Снежный покров держится в течение 100—105 дней.

## История
С января 1995 до апреля 2015 года деревня была административным центром ныне упразднённой Трехалёвской волости.

## Население
| 2001 | 2002 | 2010 |
| ---- | ---- | ---- |
| 186  | →186 | ↘158 |

Численность населения деревни по оценке на начало 2001 года составляла 217 человека.

## Известные уроженцы, жители
В деревне родился Жуков Влас Платонович (23.02.1921 — 10.07.1991) — русский советский языковед, специалист в области лексикологии, фразеологии и лексикографии. Доктор филологических наук, профессор.